# Jochen Wollmert

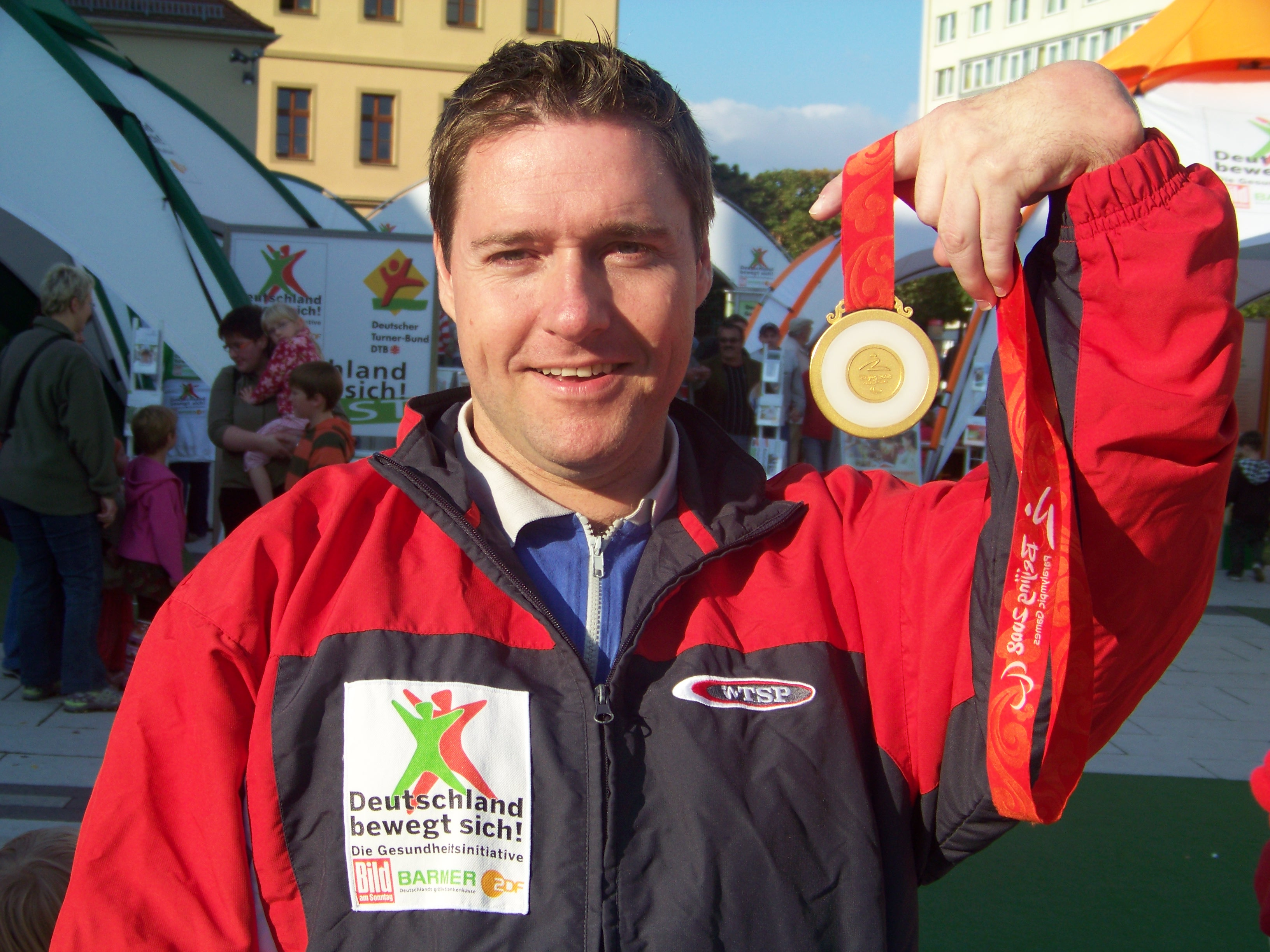
Jochen Wollmert (2008)

Jochen Wollmert (* 22. November 1964) ist ein deutscher Tischtennisspieler und mehrmaliger Sieger bei den Paralympischen Spielen.  Der Sportler holte im Alter von 43 Jahren in Peking zum zweiten Mal Einzel-Gold und wiederholte die Einzelgoldmedaille 2012 bei den Paralympics in London. Er wird von Volker Ziegler trainiert und qualifizierte sich im Januar 2016 für seine 7. Paralympics, die vom 7. bis 18. September in Rio de Janeiro stattfanden.
Im Behindertensport startet er seit 2018 für die TSF Heuchelheim, nachdem er jahrelang für Borussia Düsseldorf und RBS Solingen gespielt hat. Im Regelsportbetrieb schlägt er für den TTC Bärbroich in der Verbandsliga auf.

## Sportliche Erfolge
Bereits bei seiner ersten Paralympics-Teilnahme 1992 in Barcelona gewann er jeweils im Einzel und mit der Mannschaft Bronze. 1996 in Atlanta, 2000 in Sydney und 2004 in Athen holte er jeweils mit der Mannschaft Gold. Im Einzel konnte er in Atlanta und in Athen die Silbermedaille erringen. Paralympics-Sieger wurde er erstmals 2000 in Sydney und konnte diesen Erfolg 2008 in Peking und 2012 in London wiederholen.
Bei der Behinderten-Weltmeisterschaft 1990 in Assen siegte er mit dem Team und im Einzel. Diesen Doppelerfolg im Team und Einzel wiederholte er bei der WM in Montreux 2006. Bei der WM 1998 in Paris wurde er im Einzel Sieger und bei der WM 2002 in Taipeh Sieger im Team. Bei den Europameisterschaften stand er mehrere Male im Einzel ganz oben auf dem Treppchen. Insgesamt wurde er 46-mal Deutscher Meister der Behindertensportler, davon 22-mal im Einzel, 11-mal im Doppel und 13-mal Deutscher Meister mit der Mannschaft (aktuell noch mit dem RBS Solingen). Seit zum 1. März 1998 die Weltrangliste eingeführt wurde, war er über 11 Jahre die Nummer 1 der Welt in seiner Klasse und davon 9 Jahre ununterbrochen. Im Juni 2022 beendete Wollmert seine internationale Karriere.
Jochen Wollmert hat es bei seinen sieben Paralympicsteilnahmen fertig gebracht, fünfmal hintereinander, von Atlanta 1996 bis London 2012, immer im Einzelfinale zu stehen. Dreimal konnte er gewinnen, zweimal gewann er Silber. 
Jochen Wollmert ist ein Beispiel für gelebte Inklusion. Überwiegend spielt er in Mannschaften von Nicht-Behinderten, bis 2012 in der Oberliga des TTVWH für die TSG Heilbronn und von 2012 bis 2014 für den TV Mosbach erst ein Jahr in der Badenliga und im zweiten Jahr (Saison 2013/2014) in der Oberliga Baden-Württemberg. Seit der Saison 2014/2015 geht er für Borussia Düsseldorf in Nordrhein-Westfalen auf Punktejagd. Aktuell in der NRW-Liga.
Wegen seiner Erfolge wurde er 2010 als erster deutscher Tischtennisspieler in die ITTF Hall of Fame aufgenommen. Sein faires Verhalten während der Paralympics 2012 wurde mit dem Fair Play Preis des Deutschen Sports gewürdigt und er wurde mit dem Sportler mit Herz auf dem Deutschen Sportpresseball ausgezeichnet. Zusätzlich gewann Jochen Wollmert den Preis Para Sportler des Jahres 2012 und wiederholte seine Auszeichnung zum Behindertensportler des Jahres 2008 mit dem Felix Award 2012. Am 18. September 2013 wurde Wollmert vom Internationalen Komitee für Fair Play (CIFP) mit dem Pierre de Coubertin World Fair Play Award ausgezeichnet, die weltweit höchste Würdigung für faires Verhalten im Sport. 2014 wurde Jochen Wollmert mit dem Verdienstorden des Landes Baden-Württemberg ausgezeichnet.
In Solingen wurde Wollmert zum Sportler des Jahres 2012 gewählt.

## Persönliches
Jochen Wollmert begann erst mit 17 Jahren aktiv im Verein Tischtennis zu spielen. Von Geburt an hat er eine Versteifung der Hand- und Fußgelenke (Arthrogryposis multiplex congenita) (AMC). Im Behindertensport tritt er in der Startklasse M7 an. Er arbeitet als Pressesprecher bei der Barmer GEK und hat drei Kinder.